# ビジャ31

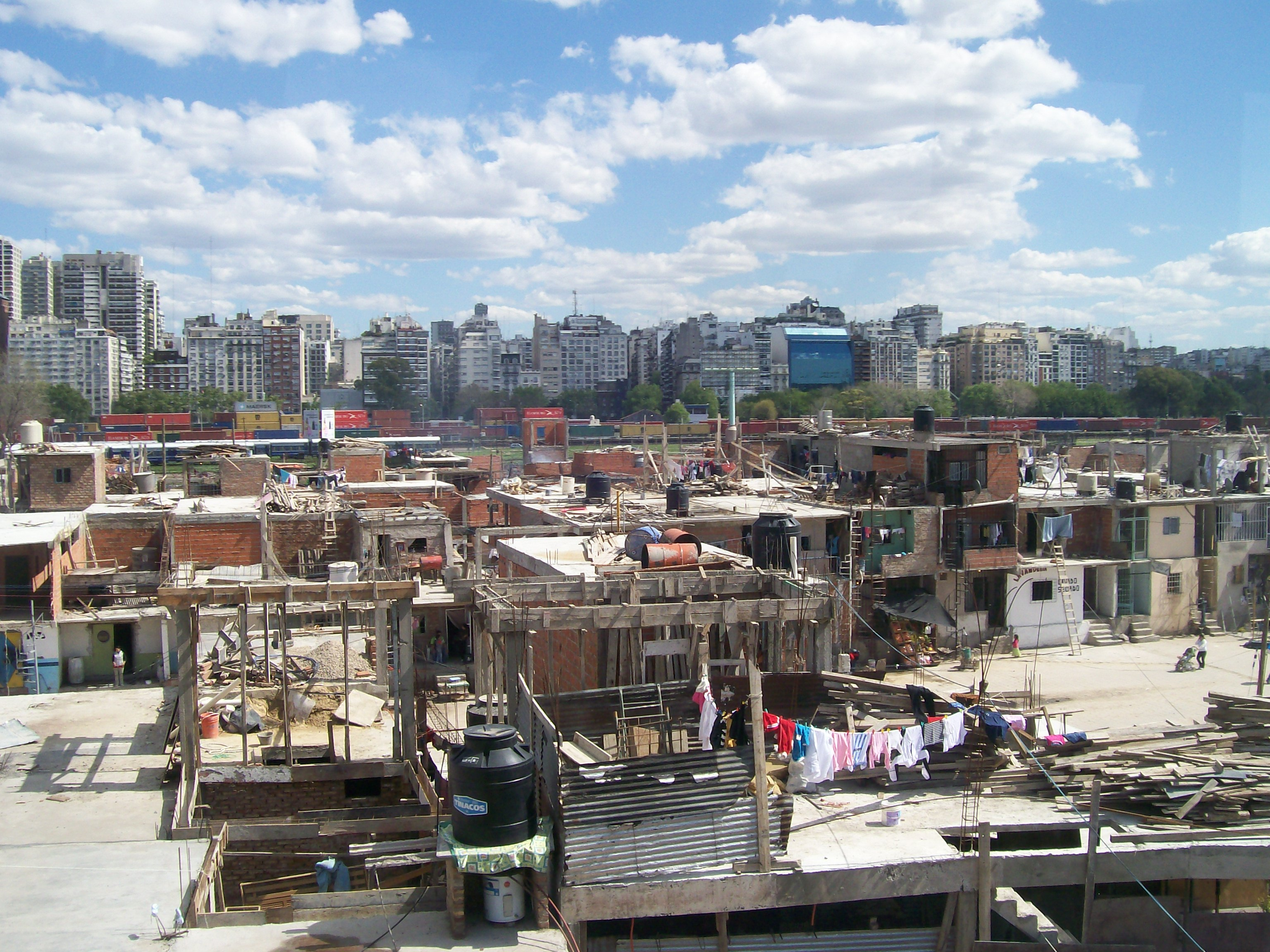
ビジャ31

ビジャ31（スペイン語: Villa 31）は、アルゼンチン・ブエノスアイレス市のレティーロ地区、レティーロ駅周辺に位置する市内最大のスラム街である。

## 概要
ビジャ31は、首都の主要なバスターミナルと鉄道駅の隣にあり、もっとも活発なレティーロ地区から数メートルの場所に位置するスラム街である。2009年12月、ブエノスアイレス市議会はビジャ31の都市化を課す法律を承認し、都市化のプロジェクトはブエノスアイレス大学建築学部によって準備された。国勢調査によると、2009年から2013年の4年間に、この地域の人口は27,000人から40,000人に増加した。

## 歴史
1929年の大恐慌の結果、スラム街は1930年代から存在し、ヨーロッパ移民と多くの貧しい鉄道労働者がそこに定住していた。この入植地は1932年から1934年の間、「ビジャ・デスオクパシオン（失業）」（後に「ビジャ・エスペランサ」に変更）と呼ばれていた。1935年、政府は安全基準を満たしていない建物の解体に着手しビジャを根絶したが、1940年代には再開された。この入植地は何十年にもわたり「バリオ・インミグランテス」として知られている。
1950年の終わりには、レティーロのビジャはすでに周辺に6地区存在していた。
1956年、新たに設立された国家住宅管理委員会（CNV）は、ブエノスアイレス市に33,920人が住んでいる21のビジャがあることを示す国勢調査を提出した。

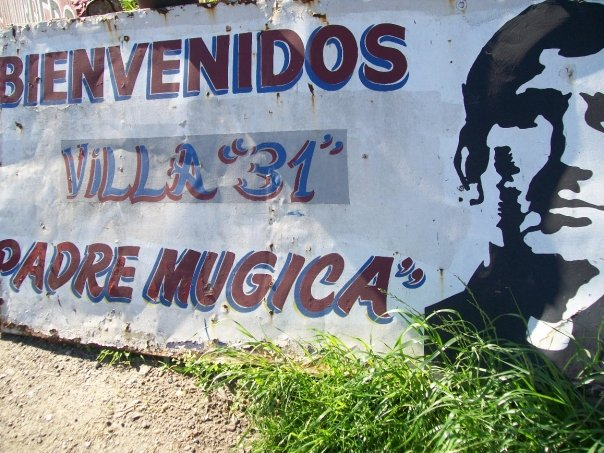
ポスター「ビジャ31へようこそ」

1970年代、ビジャで司牧を行っていたカトリックの司祭達はビジャの根絶に正式に反対し、この地域の労働者階級地区への転換を提案する活動を行っていた。クリスト・オブレロ教区は、1960年代からビジャ31や近隣での司牧を担当していたカルロス・ムヒカ神父によって設立された。1974年5月11日、ムヒカ神父は、ビジャ・ルーロのサン・フランシスコ・ソラノ教会でミサを挙げた後、銃撃され殺害された。2012年7月12日、ノルベルト・オーヤビド裁判官は、神父が反共産主義の右派組織トリプルAに殺害されたことを立証した。
国家再編成の過程の軍事独裁の間、ビジャ31の住民は強制的に避難させられ、大ブエノスアイレス都市圏の周辺に移住した。1983年以降、住民は再びこの地域に定着し始めた。特に、市内中心部の賃料の上昇がビジャ31の人口の急増を招いた。2006年には2番目のスラム街であるビジャ31ビスが、レティーロ・サン・マルティン駅構内の空き地に建設された。2007年、ブエノスアイレス市長に就任したマウリシオ・マクリは、スラム街全体と少なくともビジャ31をブエノスアイレス郊外に移転することを提唱した。2009年12月3日、ブエノスアイレス市議会は法律を改正し、すでに27,000人が住んでいたビジャ31と31ビスの都市化を提案した。この構想は、ブエノスアイレス大学建築学部の「人間空間研究所」によって開発された。

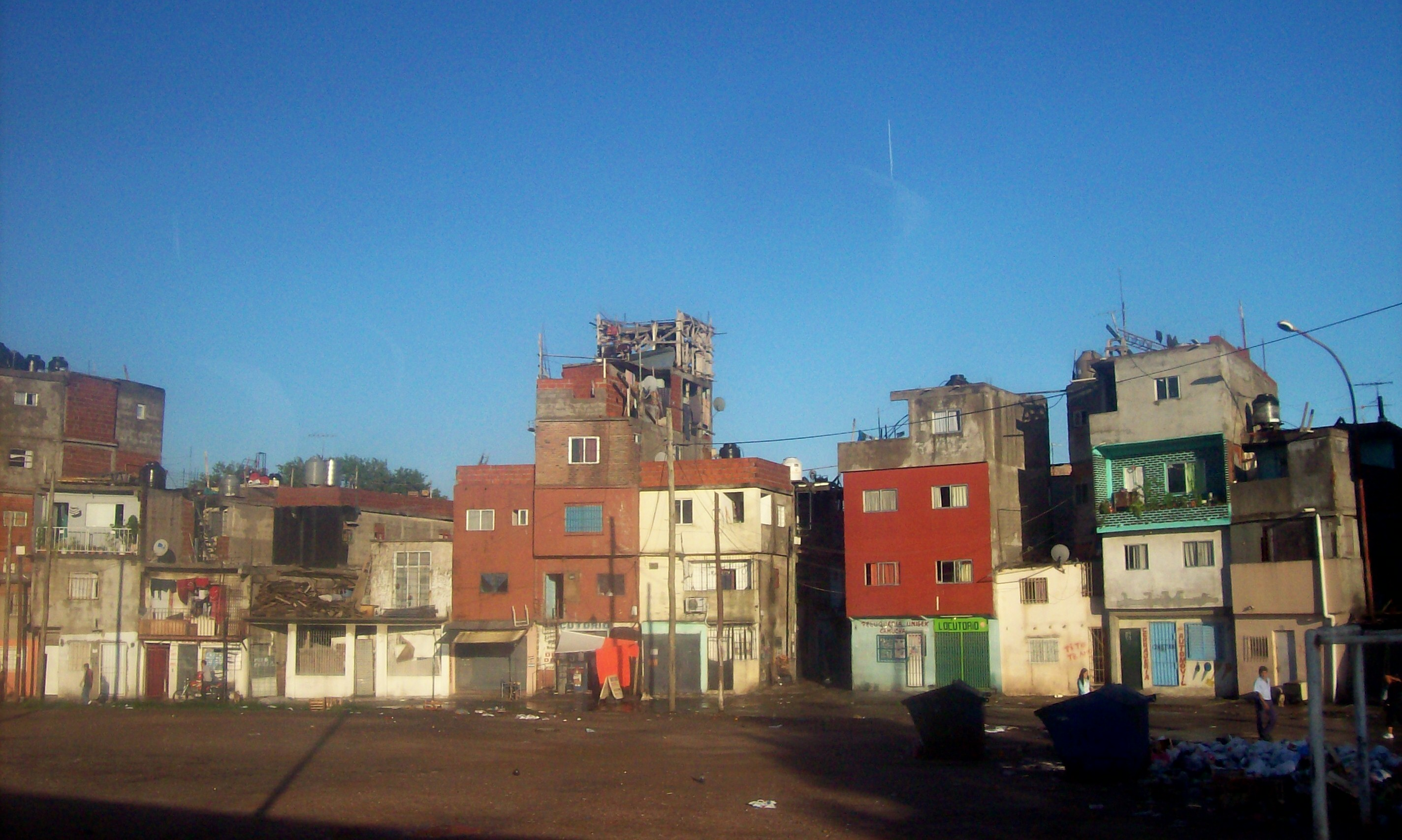
北側の入口

2013年の公営住宅予算は、2008年以来の低予算の1つであった。ビジャの両側を拡張し家屋も4、5階に増築されたが、これらの建物は建設に必要な基本安全基準を満たしていなかった。2016年、政府はビジャ31の都市開発に6億ドルの投資をすることを発表した。

## 人口統計データ
2010年の国勢調査によれば、ビジャ31とビジャ31ビスには7,950世帯が存在した。INDECの国勢調査によれば、2010年には、この法的な権利を所有せずに占有されている土地には27,000人の住民がおり、『ラ・ナシオン』の新聞記事によると、4年後にその数はビジャ31で40,000人を超えたという。
住民のほぼ51％が外国人（パラグアイ人23.9％、ボリビア人16.6％、ペルー人9.8％）であり、同新聞の別の注記によると、住民の数は35,000人となっている。修学年齢層の人口うちの70％が退学し、2.7％が高等教育を修了している。世帯の23％以上が2階以上、1階のみ、42％が1階と2階の家を所有している。2009年から2013年の間に、ビジャ31の人口は27,000人から40,000人に増加した。

## 教区と教会

クリスト・オブレロ教区

ロザリオの聖母礼拝堂

奇跡の聖母礼拝堂

グアダルーペの聖母礼拝堂

クリスト・オブレロ教区（Parroquia Cristo Obrero）
所在地：アベニーダ・ラファエル・カスティージョ イ カジェ 9-ビジャ31（Avenida Rafael Castillo y Calle 9 - Villa 31）
この教区は、ビジャ31の地域にカルロス・ムヒカ神父によって設立された。アートセラピー、スポーツ（ボクシング）、スピリチュアリティ、工芸品、ベーカリー、木工など様々なワークショップが行われている。競技大会の開催や近隣の子供たちがサッカーを練習するためのフットボール・コートもある。1999年10月9日、レコレータ墓地から「cura villero」として最大の活動をしていたムヒカ神父の遺跡が、クリスト・オブレロ教区に移された。この場所への移転は、ブエノスアイレス大司教区のビジャの聖職者チームによって提案され、当時のブエノスアイレス大司教ホルヘ・マリオ・ベルゴリオによって率いられた。
ロザリオの聖母礼拝堂（Capilla Nuestra Señora del Rosario）
所在地：カジェ 5-マンサナ 16-カサ 1-バリオ・グエムス-ビジャ31（Calle 5 - Manzana 16 - Casa 1 - Barrio Güemes - Villa 31）
この礼拝堂は、バリオ・グエムス（Barrio Güemes）として知られているビジャ31の地区で、礼拝堂を求める数人の人々によって最初に設立された。現在は、コミュニティ全体の家でもある。子供たちに豊かな朝食や昼食を提供し、子供たちが聖体拝領と堅信を受けるためのカテキズムが行われている。隣人や必要な人々との連帯のすべての活動が遂行されている。
奇跡の聖母礼拝堂礼拝堂（Capilla Nuestra Señora de Caacupé）
所在地：マンサナ 3-ビジャ31ビス（Manzana 3 - Villa 31 Bis）
この礼拝堂は、近隣の人々によって1997年に建設され、最初は聖母マリア像が置かれている小さな礼拝堂として始まった。また、市の最も恵まれない地域で、社会的脆弱性の状況において、6歳から17歳までの子供のためになる学習プロセスを強化し、学習の放棄と過年齢のレベルを下げ、教育の質を向上させることを主な目的とした「教育的強化（Fortalecimiento Educativo）」も実施されている。
ルハンの聖母礼拝堂（Capilla Nuestra Señora de Luján）
所在地：マンサナ 13-ビジャ31ビス（Manzana 13 - Villa 31 Bis）
この礼拝堂では、小学校を中心に少年向けの学校支援ワークショップが開催されている。これらのワークショップには年齢制限がなく、フットボール・コートではサッカーのワークショップが行われ、音楽やレクリエーションのワークショップなどの活動も行われている。
グアダルーペの聖母礼拝堂（Capilla Virgen de Guadalupe）
所在地：マンサナ 107-ビジャ31（Manzana 107 - Villa 31）
この礼拝堂では、朝食と学校のサポートを提供している。 ミサ、洗礼、オラトリオ、聖体拝領と堅信、そして美術に関連したワークショップや活動も行われている。「教育的強化」などのプロジェクトも実施されている。この礼拝堂は、多くの麻薬売買があった地域に位置しており、2017年4月、最後の麻薬密売人の1人が逮捕された。この地域は、アルゼンチン連邦警察と治安部のバリオス・セグロスのプログラムによって管理されている。

## 主要な場所
コメドール・マルティン・デ・グエムス（Comedor Martin de  Güemes）
1990年代に開店し、イサベルとカルロス・ソリアが運営する最も古い食堂である。近隣にはおよそ150世帯が暮らしている。
FM 88.1 エル・ミレニオ・コンティヌア（el milenio continua）
1999年11月11日に発足。近隣の最も古いコミュニケーションの手段である。
市民団体「プリンシピトス・デ・レティーロ」（Asociacion Civil "los Principitos de Retiro"）
近隣の最も古いNGO団体である。1983年から、文化、スポーツ、教育活動のための場所を提供し、子供と青少年を収容している。
市民団体「ヴェチノス・ヒストリコス・デ・ビジャ31」（Asociación Civil "Vecinos Históricos de Villa 31"）
最後の軍事独裁政権の追い出しに抵抗し、その地域に住み地域社会のために働いている隣人たちによって設立された。本部では、さまざまな社会文化活動や研修、市民参加が展開されている。1999年、カルロス・ムヒカ神父を讃えるために、市民団体「ヴェチノス・ヒストリコス・デ・ビジャ31」が中心となり「ロス・グアルディアネス・デ・ムヒカ（Los Guardianes de Mugica）」が創設された。連帯、団結、尊厳といった貧しい人々のために戦い殺害された司祭の肯定的な評価を常に高めてきた。
エディフィチオ・モヴィミエント（Edificio Movimiento）
1954年、建築家ガイド、ロッシ、ガジャルド、パエスがデザインした建物が完成した。その目的は、郵便と情報通信の総局の業務であった。だが、建物は一度も使用されず、1993年には民間の手に渡った。建物は、約30,000平方メートル、ビジャ31の端に位置する。
ラ・カンチャ・デ・ルハン（La Cancha de Luján）
2017年10月に発足したフットボール・コートである。サッカーとバレーボールの練習ができ、スケート場もある。